# Duma (film)
Duma è un film diretto da Carroll Ballard, interpretato da Alexander Michaeletos, Eamonn Walker, Hope Davis e Campbell Scott e basato sul libro autobiografico How It Was with Dooms di Carol Cawthra Hopcraft e Xan Hopcraft.

## Trama
Nella savana del Sudafrica, un cucciolo di ghepardo resta orfano dopo la morte della madre, attaccata e uccisa da alcuni leoni, e arriva sul ciglio di una strada, dove viene soccorso da un contadino olandese (Peter) e da suo figlio, un bambino di nome Xan, entrambi in viaggio da quelle parti prima di tornare a casa, nella periferia di Johannesburg. Inizialmente restio a tenere l'animale, Peter decide di affidare al figlio la cura del cucciolo che viene chiamato Duma ("ghepardo" in Swahili) e che diventa ben presto parte integrante della famiglia e della loro fattoria, non aggredendo nessuno. Quando l'animale diviene però adulto, Peter comunica al figlio la decisione di rimettere Duma in libertà, cosa che Xan accetta, ma a fatica.
Poco dopo però Peter si ammala e muore, costringendo la moglie a lasciare la fattoria e trasferirsi direttamente al centro di Johannesburg assieme a Xan e Duma, facendo il lavoro del marito nel centro. Il ghepardo mostra segni di inquietudine nella città e fugge dalla casa, giungendo fino alla scuola di Xan, creando scompiglio, ma salvando Xan dai bulli. Per evitare che Duma venga catturato e rinchiuso da qualche parte, Xan decide di lasciare la città e seguire il piano del padre: arrivare nel Botswana attraversando il bacino salato del Makgadikgadi, il delta dell'Okavango e i Monti Erongo.
Xan e Duma si mettono quindi in viaggio con il sidecar del padre ma ben presto terminano benzina e acqua. Cercando riparo in un vecchio aereo abbandonato i due conoscono Ripkuna, un misterioso uomo in viaggio per conto suo, che si offre di accompagnarli per una parte del viaggio. Xan accetta, anche se non completamente sicuro di potersi fidare di lui. Usando un paracadute Xan trasforma il sidecar in un veicolo a vela, rimettendosi in viaggio ma giunti alle soglie del deserto del Kalahari è costretto ad abbandonare il mezzo e a proseguire a piedi. Cercando un posto in cui rifugiarsi, Xan e Ripkuna entrano in una miniera abbandonata di diamanti dove quest'ultimo resta intrappolato. Sospettando che l'uomo sia interessato ad arrivare in città e vendere Duma, Xan lo abbandona. Però quando Duma cade in una trappola, sarà proprio Ripkuna (fuggito dalla miniera tramite un condotto d'aerazione) a salvarlo, guadagnandosi così la fiducia del ragazzo.
Ripreso il viaggio i due raggiungono i monti Erongo, al confine con il Botswana, mentre Duma è sempre più abituato alla caccia e alla vita selvaggia. Qui, vicino al villaggio rurale di Ripkuna, uno sciame di mosche tsetse attacca i due prima di arrivarci: per proteggere Xan, Ripkuna subisce l'attacco e in breve tempo sviluppa la malattia del sonno. Xan cerca e trova soccorso in un vicino villaggio: mentre Ripkuna viene curato, Duma, vendicando la madre e sconfiggendo i leoni uccisi e bloccati in una caverna fragile, si avventura nelle vicine montagne dove incontra una gheparda, di cui diventa il compagno. Xan capisce quindi che è giunto il momento di lasciare libero il suo amico animale e gli dice addio. Xan torna al villaggio, dove Ripkuna si è ripreso, e fa la conoscenza della famiglia dell'amico nel villaggio, mentre Rip decide di restare con essa. Xan ritorna a casa dalla madre, portando con sé il galagone di Ripkuna, Mashaka, e decidendo di andare a trovare Duma qualche volta.